# Eva dell'Acqua
Eva Dell'Acqua (Schaarbeek, 28 januari 1856 — Elsene, 12 februari 1930) was een Belgisch componiste en zangeres. Ze was de dochter van de Italiaans-Belgische kunstschilder Cesare Dell'Acqua en Carolina van der Elst.
Dell'Acqua schreef operettes, opéra-comiques en salonliederen.
- Operettes: La Bachelette, Le tambour battant, Le Prince Noir, Fiançailles de Pasquin
- Opéra-comiques: Feu de Paille, Une ruse de Pierrette
- Liederen: Pourquoi rêver?, Chazel, Villanelle, Menuet, Quand même, Reproche, Prière d'amour, Chanson provençale, Chanson du rouet, Ritournelle, Amour défunt, Les songes, Reviens, C'est une fauvette, Ne cherchez pas, Noël d'enfants, Le coffret

Quasi niets van haar oeuvre hield stand. Alleen de Vilanelle ("J’ai vu passer l’ hirondelle..."), een hoogstandje voor coloratuursopraan, staat nog op het repertoire.